# Szybkość kątowa
Szybkość kątowa – wielkość opisująca ruch obrotowy, zdefiniowana jako iloraz kąta zakreślonego przez punkt i czasu zakreślenia kąta. Jest wartością wektora prędkości kątowej.
Jeśli współrzędna kątowa ciała określa kąt {\displaystyle \alpha ,} to szybkość kątowa {\displaystyle \omega } jest równa:
{\displaystyle \omega ={\frac {d\alpha }{dt}}\quad \left[\omega \right]={\frac {1}{\text{s}}}.}
Jednostka szybkości kątowej w układzie SI to jeden przez sekundę.
Uwaga: Pojęcie używane tylko przez niektórych dydaktyków fizyki. Podział na prędkość jako wielkość wektorową i szybkość jako jej wartość nie ma uzasadnienia w mowie potocznej, w dotychczasowym pojmowaniu pojęcia prędkość. Wprowadzenie tego podziału jest też nienaturalne, gdyż rozróżnienie takie nie występuje dla innych wielkości wektorowych, np. przyspieszenie, siła. Poglądy takie podziela Komisja Nazewnictwa Fizycznego Polskiego Towarzystwa Fizycznego ( oświadczenie komisji).